# المعهد الدولي لوسائل الإعلام الحديثة

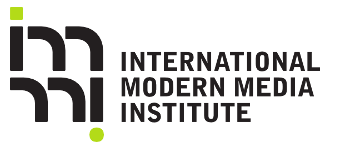
المعهد الدولي لوسائل الإعلام الحديثة

المعهد الدولي لوسائل الإعلام الحديثة (IMMI) هو مؤسسة دولية تعمل على تطوير مناخ مناسب لـ حرية المعلومات والتعبير والرأي. فينشئ المعهد سلطة داعمة وجذابة لنشر الصحافة الاستقصائية وغيرها من وسائل الإعلام المهددة عبر الإنترنت. ولقد نجج المعهد في مبادرة آيسلاندا لوسائل الإعلام الحديثة في يناير 2011.

## معلومات تاريخية
في 18 فبراير من عام 2010، قدم المعهد مشروع قرار برلماني، يعرف عمومًا باسم مبادرة آيسلاندا لوسائل الإعلام الحديثة، إلى برلمان آيسلندا آلتنغي، يقترح فيه أن تقوم آيسلندا «باتخاذ موقف قانوني قوي بشأن حماية حرية التعبير والمعلومات». ولقد تبنى البرلمان الاقتراح بالإجماع في 16 من يونيو 2010. كانت بيرجيتا جوندوتير من الحركة الراعي الرئيسي للاقتراح واشترك معها 19 عضوًا آخرون (من إجمالي 63 عضوًا) من جميع الأحزاب في البرلمان ودعموا المقترح.
لكن الاقتراح الذي تم تمريره يوم 16 يونيو لم يكن التشريع النهائي. بل كان بداية لعملية تحرير 13 قانونًا منفصلاً آخرين وفقًا لمواصفات الاقتراح. وكان من المتوقع أن تكتمل تلك العملية في منتصف عام 2012.
بعد أن فضحت تسريبات ويكيليكيس قائمة قروض بنك كاوبثنج، تم منع واحدة من أكبر القنوات الإخبارية، قناة أر يو في، من عرض القضية. وبدلاً من ذلك أجبرت القناة على وضع رسالة على موقع ويكيليكس الإلكتروني. مما أدى إلى توجيه الدعوة لويكيليكيس لحضور مؤتمر جمعية الحريات الرقمية السنوي في آيسلندا.
أصدر مجلس إدارة المعهد الدولي لوسائل الإعلام الحديثة تقريرًا عن التشريع يوم 16 إبريل 2012. وذكر في التقرير حالة الاقتراحات المختلفة التي قام بها المعهد ومستوى تقدمها.

## عناصر القانون
تضمن الاقتراح
- إصدار «حديث جدًا» من قانون حرية المعلومات قائم على توصيات مجلس أوروبا لعام 2009 ومنظمة البلدان الأمريكية وكذلك العناصر الحديثة في قوانين حرية المعلومات في إستونيا وإسكتلندا والمملكة المتحدة والنرويج وكذلك اتفاقية أروس لحرية المعلومات.
- حماية كاشف الفساد: حماية من يبادرون بكشف الأمور المهمة للصالح العام اعتمادًا على قانون الادعاءات الكاذبة الأمريكي وقانون كاشفي الفساد العسكري الأمريكي.
- حماية المصدر: حماية المصادر المجهولة الذين يحاولون التواصل مع العامة بعد حصولهم على وعد من صحفي أو مؤسسة إعلامية بعدم الكشف عن هوياتهم. اعتمادًا على تشريع جديد في المنطقة الاقتصادية الأوروبية.
- حماية الاتصالات: بين الصحفي والمصدر - حماية الاتصالات بين المصدر المجهول والمؤسسة الإعلامية وداخليًا في المؤسسة الإعلامية قبل النشر. اعتمادًا على قانون حماية المصدر لعام 2005 في بلجيكا.
- قصر القيود السابقة: القيود السابقة هي إجبار الناشر، من خلال السلطة الحكومية أو بموجب نظام قضائي، على منع النشر في موضوع معين. ورغم أن الدستور الآيسلندي ينص على حق التعبير، فهناك تعديلات صغيرة ضرورية لخفض احتمالية القيود السابقة.
- حماية الوسطاء (مزودوا خدمة الإنترنت): الحصانة لـ ""القنوات المجردة" ومزودوا خدمة الإنترنت وشركات الاتصالات.
- الحماية من «سياحة دعاوى القذف» وغيرها من الانتهاكات خارج الاختصاص القضائي: عدم الالتزام بالقوانين الأجنبية التي تنتهك حماية حرية التعبير في آيسلندا وإمكانية تقديم دعوى مضادة في آيسلندا ضد من تورط في محاولة فاشلة لقمع حرية التعبير لأي كيان آيسلندي. هذا العنصر مستوحى من تشريع تم تمريره في ولايتي نيويورك وفلوريدا ومشروعات قوانين في أماكن أخرى.
- تشريع يختص بالقيود المفروضة على مسؤوليات النشر: تنص بعض اللوائح الحديثة في أوروبا أنه بالنسبة لمنشورات الإنترنت، تعد كل مشاهدة للصفحة نشرًا جديدًا، بغض النظر عن طول مدة نشر الصفحة لأول مرة. ولقد أدى هذا إلى الإزالة الصامتة لقصص الصحافة الاستقصائية، ومن بينها المنشورة منذ ما يزيد عن خمسة أعوام، من أرشيف جريدة الجارديان وغيرها من الصحف الرئيسية.
- حماية عملية التقاضي: تتم تسوية أغلبية القضايا القانونية المرتبطة بالنشر قبل إصدار حكم نهائي. ولكن يجب أن تضمن عملية التقاضي نفسها أن هذه التسوية لم تستخدم لقمع حرية التعبير من خلال الوصول غير المتعادل للعدالة أو أوامر الاستدعاء أو الإجراءات الأولية الأخرى. وتسمح حماية عملية التقاضي (تسمى قوانين مكافحة القضايا الإستراتيجية ضد المصلحة العامة في الولايات المتحدة) للقاضي بأن يعلن أن القضية ترتبط بحرية التعبير، ومن ثم يتم تطبيق الحماية لمنع تلك الانتهاكات.
- الشركات الافتراضية ذات المسؤولية المحدودة: اعتمادًا على تشريع الشركة ذات المسؤولية المحدودة في ولاية فيرمونت الأمريكية.

## الدعم والتصديق

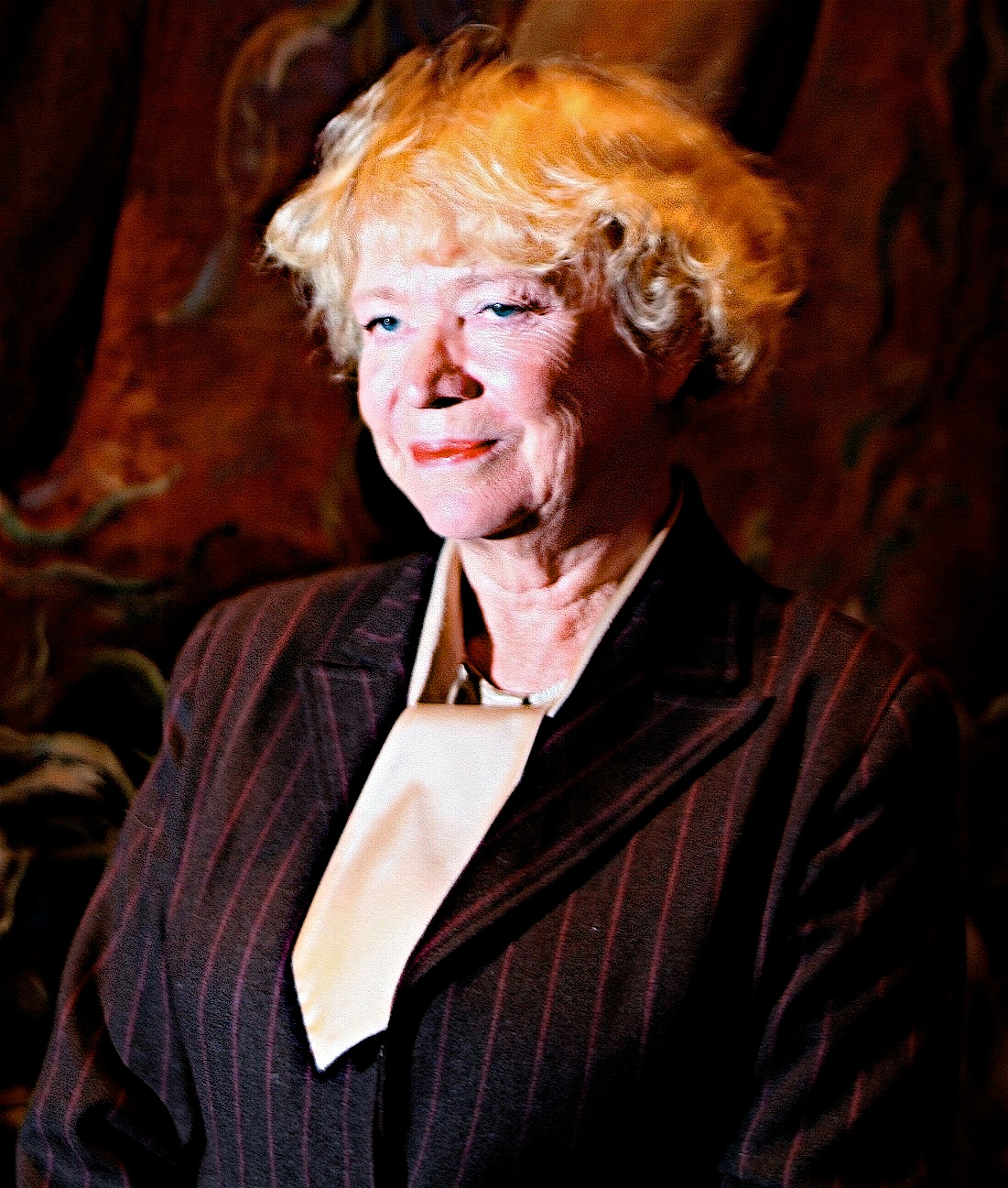
إيفا جولي في أوسلو، 2006.

لقد تم تنظيم مشروع المعهد الدولي لوسائل الإعلام الحديثة بالتعاون مع العديد من المنظمات المختلفة وأعضاء في البرلمان الآيسلندي. وكان المصدقون الأساسيون على هذا التشريع هم إيفا جولي ومؤشر الرقابة وجمعية الحرية الرقمية الآيسلندية وويكيليكس وأعضاء في البرلمان الآيسلندي مثل بيرجيتا جوندوتير وروبرت مارشال. ولقد حظي المشروع أيضًا بتأييد عام من مختلف المنظمات مثل جلوبال فويسيس وLa Quadrature du Net ومعهد المعرفة الحرة.